# Боян Лечев
Професор Боян Лечев е изтъкнат български цигулар, педагог и общественик. Роден е в София и започва да учи цигулка при баща си Тодор Лечев, който е дългогодишен оркестрант в Народната опера. На 10 години той става ученик на проф. Владимир Аврамов и учи при него до края на висшето си образование в Държавната музикална академия в София. След това специализира 3 години в Московската консерватория при Давид Ойстрах (1947-1950 г.). След завръщането си в България той работи като доцент, а по-късно и като професор по цигулка в Българската държавна консерватория. Неговите педагогически постижения са очевидни от факта, че повечето му ученици се реализират като концертмайстори на най-престижни оркестри по света и в България, като солисти и камерни музиканти и като професори в Музикални академии в Европа и Америка. Проф. Лечев допринася значително за развитието на Консерваторията и като неин заместник-ректор, а също и като дългогодишен ръководител на цигулковата катедра. Той работи продължително време и като концертмайстор на Софийската филхармония, както и на новата Японска филхармония за една година под диригентството на Сейджи Озава. Като солист Б. Лечев свири с всички оркестри в България и с редица оркестри в чужбина. Освен стандартния репертоар Лечев ревностно популяризира и новата българска музика като става първи изпълнител на значителен брой цигулкови концерти, част от които са му посветени и редактирани от него. Направил е многобройни записи за Българското национално радио и за грамофонни плочи като солист, а също в партньорство със съпругата си бележитата пианистка Снежина Гълъбова и с други видни музиканти.
Носител е на значителни отличия като орден Св. св. Кирил и Методий, Златна лира и други. През 1998 г. е избран за доктор хонорис кауза на ДМА „Панчо Владигеров“. Боян Лечев почива на 17 юни 2004 г. на 78-годишна възраст. Китаристът, цигулар и композитор Иван Лечев е син на Боян Лечев.